# 덴주
덴주(일본어: 天授)는 일본 남북조 시대의 연호(元号) 중 하나이다. 남조에서 사용되었다.
- 전후 : 분추(文中) 이후 - 고와(弘和) 이전.
- 시기 : 1375년 ~ 1380년
- 천황
  - 남조 : 조케이 천황
  - 북조 : 고엔유 천황
- 쇼군 : 무로마치 막부의 아시카가 요시미쓰

## 개원(改元)
- 분추 4년 5월 27일(율리우스력 1375년 6월 26일), 개원.
- 덴주 7년 2월 10일(율리우스력 1381년 3월 6일), 고와로 개원된다.

## 서력과의 대조표
| 덴주 | 원년        | 2년        | 3년        | 4년        | 5년         | 6년        | 7년           |
| ---- | ----------- | ---------- | ---------- | ---------- | ----------- | ---------- | ------------- |
| 서력 | 1375년      | 1376년     | 1377년     | 1378년     | 1379년      | 1380년     | 1381년        |
| 북조 | 에이와 원년 | 에이와 2년 | 에이와 3년 | 에이와 4년 | 고랴쿠 원년 | 고랴쿠 2년 | 에이토쿠 원년 |
| 간지 | 을묘        | 병진       | 정사       | 무오       | 기미        | 경신       | 신유          |

## 같이 보기
- 일본의 연호 일람
- 천수(天授): 측천무후가 세운 국가인 대주(大周)의 연호(690년 ~ 691년).
- 천수(天授): 태조가 세운 국가인 고려의 연호(918년 ~ 933년).

| 이전 분추 | 일본 남조의 연호 1375년 ~ 1381년 | 다음 고와 |